# بی شور (میشیگان)
بی شور (به انگلیسی: Bay Shore) یک منطقهٔ مسکونی در ایالات متحده آمریکا است که در شهرستان شارلووی، میشیگان واقع شده‌است. بی شور ۴٫۲ کیلومتر مربع مساحت و ۷۵۴ نفر جمعیت دارد و ۲۰۷ متر بالاتر از سطح دریا واقع شده‌است.